# Большая гавайская древесница
Большая гавайская древесница, или большая амакихи (лат. Viridonia sagittirostris) — вымерший вид птиц семейства вьюрковых. Был эндемиком Гавайев. Последний раз представителей вида наблюдали в 1901 году.

## Описание
У птицы были жёлтое тело и коричневатые крылья. Ноги были коричневато-чёрными, но как минимум один натуралист-современник настаивал, что, пока особь оставалась в живых, всё же голубыми. От родственных видов птица отличалась белым клювом и более крупными размерами.
Часть рациона питания составляли насекомые, считается, что птицы также питались нектаром. Их вымирание связывают с появлением в границах ареала плантации.
В связи с вымиранием вида МСОП присвоил ему охранный статус EX.